# Rinjala Raherinaivo
Rinjala Raherinaivo (Antananarivo, 25 maggio 1998) è un calciatore malgascio, centrocampista del Chênois e della nazionale malgascia.

## Carriera

### Club
Dopo gli esordi in patria con l'AS Adema e il CNaPS Sport Itasy, nell'estate 2016 si trasferì in Svizzera, al Sion II.

### Nazionale
Ha debuttato in Nazionale il 5 giugno 2016, in Madagascar-Repubblica Democratica del Congo.